# Sangat
Sangat est un terme utilisé dans le sikhisme pour désigner une communauté basée à un endroit précis, et qui se réunit dans un même temple, le gurdwara. Sangat est un mot punjabi qui vient du sanskrit sangti, qui signifie « compagnie, association ». Guru Nanak, le gourou fondateur du sikhisme, l'a utilisé pour la première fois afin de parler de la fraternité sikhe groupée autour d'un gurdwara. La vie en communauté est importante pour la prière, pour méditer, pour suivre les Trois Piliers du Sikhisme, et pour donner dans le service désintéressé, ou sewa, ce qui revient en fait à être charitable. 
Sangat est utilisé aussi dans deux autres sens : pour parler des corps d'hommes et de femmes qui se rencontrent religieusement autour du Livre saint, le Guru Granth Sahib, et dans l'expression satsangat ou sadhsangat, qui signifie au singulier « suivant des chercheurs de la Vérité », et au pluriel « la congrégation sainte », ou « la société des saints ».
Les vertus sont apprises dans un sangat et tous ses membres sont appelés Bhai, un mot punjabi qui veut dire « frère », ou Bibi pour les femmes. 